# Chybotek (Szklarska Poręba)

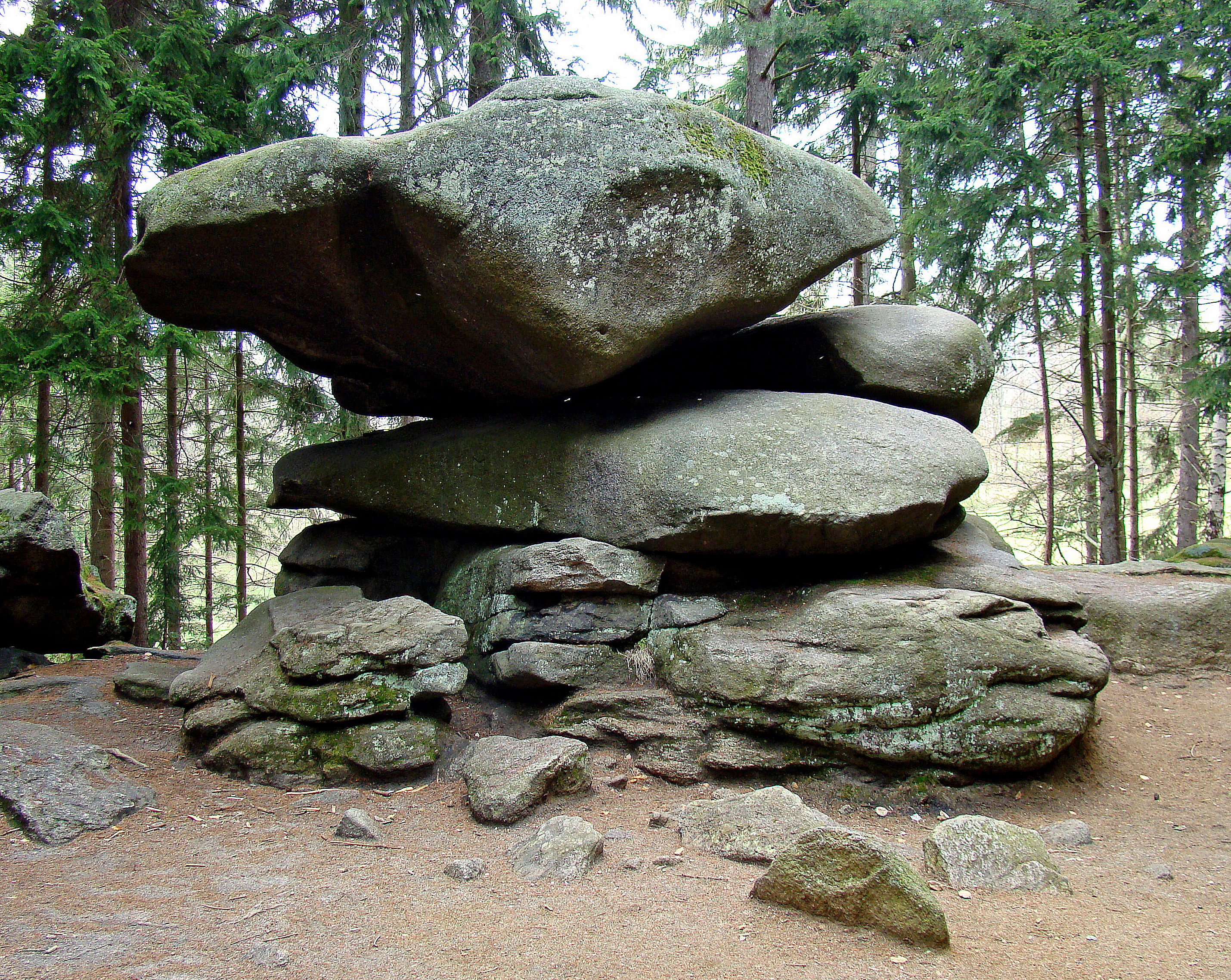
Chybotek

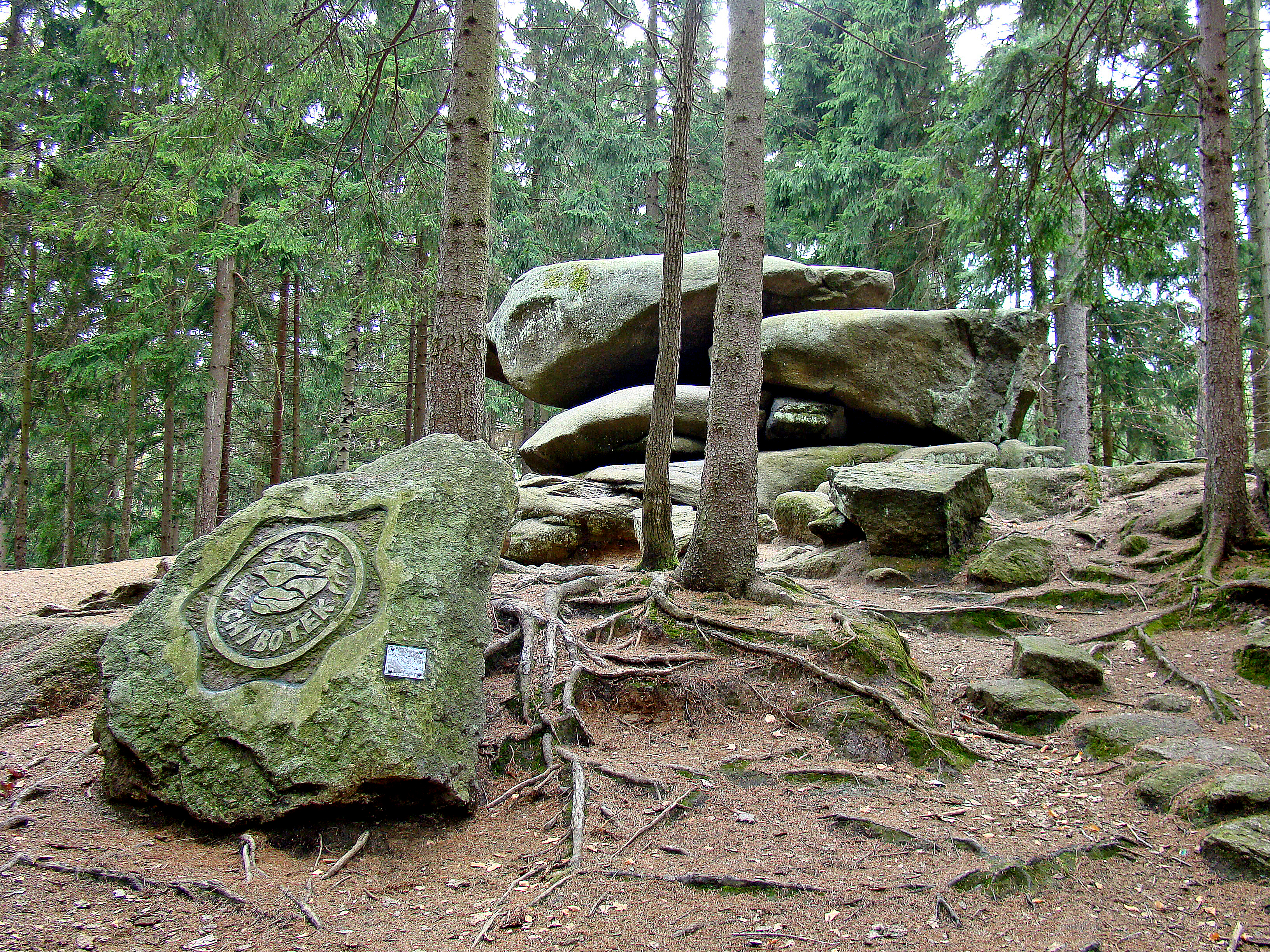
Chybotek

Chybotek (do 1945 niem. Zuckerschale) – granitowa grupa skalna (chybotek) w Górach Izerskich, w województwie dolnośląskim, w miejscowości Szklarska Poręba. Głaz najwyżej położony o średnicy ok. 4 m daje się rozkołysać.
Chybotek znajduje się na pograniczu Szklarskiej Poręby Średniej i Dolnej, na południowo-wschodnich zboczach Wysokiego Grzbietu Gór Izerskich.
Chybotek zbudowany jest z granitu karkonoskiego.
Według legend walończyków skała blokowała wejście do podziemnej jaskini, w której znajdował się ukryty skarbiec. Historia Chybotka powiązana jest również z podaniami na temat postaci Ducha Gór, który posiadał we władaniu całe Karkonosze.
Ze względu na swój kształt do 1945 zwany był Misą cukru. 

## Turystyka
W pobliżu Chybotka przechodzą szlaki turystyczne
- czarny – prowadzący dookoła Szklarskiej Poręby
- niebieski – Szklarska Poręba Górna – Szklarska Poręba Dolna PKP.

Chybotek leży też na szlaku turystycznym im. Juliusza Naumowicza.